# Art of Murder (seria)
Art of Murder – seria gier komputerowych typu point-and-click, stworzona oraz dystrybuowana przez firmę City Interactive S.A.

## Gry z serii
- Art of Murder: Sztuka Zbrodni (01 grudnia 2007)
- Art of Murder: Klątwa Lalkarza (13 lutego 2009)
- Art of Murder: Karty Przeznaczenia (23 lutego 2010)
- Art of Murder: Tajne Akta (22 października 2010)
- Art of Murder: Zabójcze Sekrety (28 stycznia 2011)